# Flagge New Jerseys

Flagge von New Jersey

Siegel New Jerseys

Die Flagge des US-Bundesstaats New Jersey stammt aus dem Jahr 1896.

## Geschichte
Die Staatsflagge besteht aus dem Emblem des Siegels von New Jersey auf gelb-braunem Grund. Laut dem Protokoll der New-Jersey-Generalversammlung vom 11. März 1896, geht die Farbe zurück auf George Washington, der am 2. Oktober 1779 befohlen hatte, dass die Uniformsmäntel der New Jersey Continental Line dunkelblau seien, mit gelb-braunen Belegstreifen. Gelb-braune Belegstreifen waren bis zu diesem Zeitpunkt nur seiner eigenen Uniform vorbehalten, und denen der anderen Generäle der Kontinentalarmee und ihrer Berater. Am 28. Februar 1780 verfügten die Offiziere in Philadelphia schließlich, dass die Belegstreifen der Uniformsmäntel aller Regimenter dieselbe sei wie die Hintergrundfarbe der Bundesstaatsflaggen.

## Symbolik
Das Siegel zeigt drei Pflüge als Symbole für New Jerseys Landwirtschaft, einen Ritterhelm, einen Pferdekopf als Helmkleinod, die römischen Göttinnen Libertas (mit Phrygischer Mütze) und Ceres (mit Füllhorn).
Das Banner am Fuße des Emblems enthält das Motto des Bundesstaates:
„Liberty and Prosperity“
„Freiheit und Wohlstand“
Die Jahreszahl 1776 verweist auf das Jahr, in dem New Jersey zum Staat wurde.